# Valdshults socken
Valdshults socken i Småland ingick i Mo härad, ingår sedan 1974 i Gislaveds kommun i Jönköpings län och motsvarar från 2016 Valdshults distrikt.
Socknens areal är 34,23 kvadratkilometer, varav land 31,11. År 2000 fanns här 133 invånare. Kyrkbyn Norra Valdshult med sockenkyrkan Valdshults kyrka ligger i socknen. 

## Administrativ historik
Valdshults socken har medeltida ursprung.
Vid kommunreformen 1862 övergick socknens ansvar för de kyrkliga frågorna till Valdshults församling och för de borgerliga frågorna till Valdshults landskommun.  Landskommunen inkorporerades 1952 i Södra Mo landskommun och 1974 uppgick detta område i Gislaveds kommun. Församlingen uppgick 2010 i Norra Hestra församling.
1 januari 2016 inrättades distriktet Valdshult, med samma omfattning som församlingen hade 1999/2000.  
Socknen har tillhört samma fögderier och domsagor som Mo härad. De indelta soldaterna tillhörde Jönköpings regemente, Mo härads kompani.

## Geografi
Valdshults socken ligger norr om Vallsjön. Socknen är en höglänt kuperad och mossrik skogsbygd.

## Fornlämningar
Känt från socknen är ett gravröse och några domarringar troligen från äldre järnåldern.

## Namnet
Namnet (1413 Wallzholte) kommer från kyrkbyn. Förleden är troligen Valsio(r), avseende Norra Vallsjön. Efterleden är hult, 'liten skog'.

### Fotnoter
1. 1 2  Svensk Uppslagsbok andra upplagan 1947–1955: Valdshult socken
2. 1 2  Harlén, Hans; Harlén Eivy (2003). Sverige från A till Ö: geografisk-historisk uppslagsbok. Stockholm: Kommentus. Libris 9337075. ISBN 91-7345-139-8
3. ↑  ”Församlingar”. Statistiska centralbyrån. https://www.scb.se/hitta-statistik/regional-statistik-och-kartor/regionala-indelningar/forsamlingar/. Läst 30 december 2022.
4. ↑  Administrativ historik för Valdshult socken (Klicka på församlingsposten). Källa: Nationella arkivdatabasen, Riksarkivet.
5. ↑  Indelta soldater, torp och rotar i Jönköpings län Arkiverad 24 januari 2012 hämtat från the Wayback Machine. Jönköpingsbygdens Genealogiska Förening
6. 1 2  Sjögren, Otto (1931). Sverige geografisk beskrivning del 2 Östergötlands, Jönköpings, Kronobergs, Kalmar och Gotlands län. Stockholm: Wahlström & Widstrand. Libris 9939
7. 1 2  Nationalencyklopedin
8. ↑  Fornlämningar, Statens historiska museum: Valdshults socken
9. ↑  Fornminnesregistret, Riksantikvarieämbetet: Valdshults socken Fornminnen i socknen erhålls på kartan genom att skriva in sockennamn (utan "socken") i "Ange geografiskt område"
10. ↑  Mats Wahlberg, red (2003). Svenskt ortnamnslexikon. Uppsala: Institutet för språk och folkminnen. Libris 8998039. ISBN 91-7229-020-X. https://isof.diva-portal.org/smash/get/diva2:1175717/FULLTEXT02.pdf